# بولاما
بولاما (بالإنجليزية: Bolama)‏ هي مدينة، تتبع إقليم بولاما، هي عاصمة إقليم بولاما، بلغ عدد سكانها 10٬014 نسمة، تبلغ مساحتها 65 كيلومتر مربع.

## مدن توأم
المدن التوأم:
- فارو
- كاشكايش.

## أعلام
- كارلوس غوميز جونيور